# Peristeranthus hillii
Peristeranthus hillii – gatunek roślin z monotypowego rodzaju Peristeranthus z rodziny storczykowatych (Orchidaceae). Jest endemitem wschodniej Australii, gdzie rośnie w dwóch stanach – Queensland i Nowa Południowa Walia. Jest to epifit rosnący w deszczowych lasach równikowych na wybrzeżu i terenach na wysokości do 1000 m n.p.m. 

## Morfologia
KwiatyKwiaty bladozielone szkarłatnie cętkowane, pachnące.

## Systematyka
Gatunek sklasyfikowany do podplemienia Aeridinae w plemieniu Vandeae, podrodzina epidendronowe (Epidendroideae), rodzina storczykowate (Orchidaceae), rząd szparagowce (Asparagales) w obrębie roślin jednoliściennych.